# Cycloschizon alyxiae
Cycloschizon alyxiae är en svampart som först beskrevs av George Edward Massee, och fick sitt nu gällande namn av George Arnott Walker Arnott 1918. Cycloschizon alyxiae ingår i släktet Cycloschizon och familjen Parmulariaceae.   Inga underarter finns listade i Catalogue of Life.